# Svatý Pavel (ostrov)

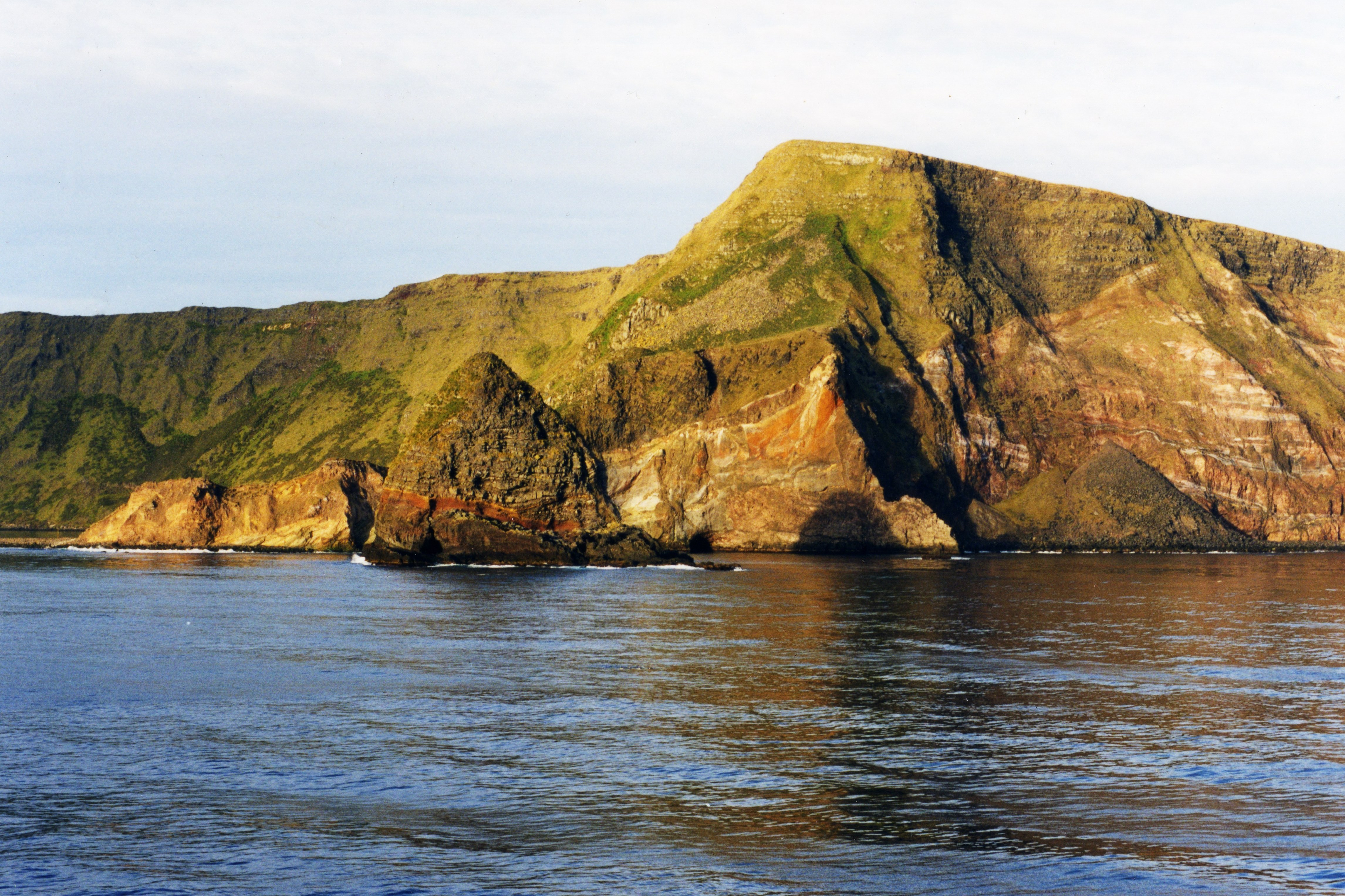
Ostrov Svatý Pavel, v popředí kuželovité skalisko La Quille

Svatý Pavel (francouzsky Île Saint-Paul) je malý vulkanický ostrov v Indickém oceánu, který společně s větším ostrovem (Nový) Amsterdam tvoří distrikt Ostrovy Svatý Pavel a Amsterdam, který je součásti francouzského zámořského teritoria s názvem Francouzská jižní a antarktická území (TAAF). Není trvale obydlen.

## Situace
Subantarktický ostrov Svatý Pavel se nachází v jižní části Indického oceánu, zhruba na dvou třetinách vzdálenosti při plavbě mezi jižní Afrikou a Austrálii, jeho polohu udávají souřadnice 38° 43' jižní zeměpisné šířky a 77° 29' východní zeměpisné délky. Nalézá se na jednom z nejopuštěnějším míst zeměkoule, od nejbližšího trvale obydleného místa, od Austrálie, je vzdálen asi 3200 km, od Antarktidy 3300 km a Afriky 4200 km. Je to jeden z nejvýchodnějších ostrovů TAAF, geograficky jej lze již přiřadit k Antarktidě.
Vlastní ostrov je sopečného původu, byl vytvořen ve dvou etapách. Zhruba před 690 tisíci léty vulkán po prvotním výbuchu vystoupal z moře, při další horotvorné činnosti před 400 až 200 tisíci léty se téměř celý pod hladinu opět potopil. Zbyla z něho jen horní část s bývalou kalderou, která nyní vytváří kruhovitou, téměř uzavřenou lagunu Bassin du Cratère, širokou až 1,2 km a hlubokou 80 m. Průliv do laguny je široký asi 100 metrů a hluboký jen maximálně 2,5 metru, takže je průjezdný jen pro malé lodě a čluny. 
Povrch ostrova zvolna stoupá z výšky 19 m n. m. na severní a 74 m n. m. na jižní straně mořského pobřeží do výšky 264 m zhruba uprostřed ostrova. Největší přímočará vzdálenost protilehlých bodů na severozápadě a jihovýchodě ostrova činí asi 5 km. Mořské pobřeží je téměř souvislý skalnatý útes, vstup na pobřeží je možný jen z laguny. Místy ze skály vyvěrají prameny teplé vody. Vpravo před vjezdem do laguny ční z moře ve vzdálenosti cca 150 m od pobřeží pusté skalisko "La Quille".

## Podnebí
Vzhledem k dostatečné vzdálenosti od antarktické konvergence, asi 500 km, panuje na ostrově mírné oceánské podnebí. Průměrná roční teplota dosahuje 13 °C, sníh zde padá jen velice zřídka. Vlhkost vzduchu je zde vysoká, okolo 80 %, roční spad srážek je průměrně 1120 mm. Časté větry dosahující u mořské hladiny průměrné rychlosti 7 m/sec jsou převážně severozápadního směru.

## Historie
Přestože byl ostrov pravděpodobně spatřen již některými předchozími portugalskými nebo španělskými průzkumnými mořeplavci, byl poprvé proveden zápis o jeho objevu až 19. dubna 1772, kdy ho spatřil holandský kapitán Haevick Claeszoonn a pojmenoval po své lodi Zeewolf Eiland. 23. března 1792 francouzský admirál Antoine Bruny d'Entrecasteaux ostrov přejmenoval na Svatý Pavel a společně s ostrovem Amsterdam prohlásil za území Francie. On a badatel Huon de Kermadec vykonali prvý průzkum této oblasti. Anexi formálně zopakoval v roce 1843 guvernér francouzského Réunionu a totéž bylo v roce 1893 opětovně potvrzeno z lodě L´Eure. Od 21. 11. 1924 byl ostrov přičleněn jako depandance k tehdy ještě francouzskému Madagaskaru. Dne 6. 4. 1955 se stal společně s ostrovem Amsterdam součásti nového zámořského teritoria Francouzská jižní a antarktická území.
Prvými návštěvníky ostrova byli velrybáři a hlavně lovci tuleňů. Z pravidelně zde přicházejících mnohasethlavých stád vyvést potomstvo získávali tuk a hlavně vzácné kožešiny. Do závěru 19. století tuleni vymizeli, předpokládá se, že na ostrovech Svatý Pavel a Amsterdam bylo vybito 50 až 150 tisíc těchto zvířat. V roce 1843 byl učiněn neúspěšný pokus zřídit zde trvalou stanici pro velrybáře z Réunionu. Roku 1857 zde vědecký tým z rakouské fregaty Novara prováděl výzkum flory, fauny i geologický průzkum a během roku 1875 zde francouzští astronomové sledovali přechod Venuše přes Slunce. V létech 1928 až 1931 byla ještě snaha založit zde konzervárnu pro ulovené langusty, kterých je v okolních vodách dostatek.

## Fauna a flora
Původní flora se po objevení ostrova příliš nezměnila, lidé na ostrově dlouhodobě nikdy nepobývali. Nerostou tam žádné stromy, převažují zde na nepříliš výživné půdě nízké luční porosty, ve vlhkých místech rostou mechy, kapradiny, plavuně a rákosí. Nerostou zde žádné raritní nebo endemické rostliny.
Fauna naopak byla značně narušena introdukovanými savci, z nichž myši a krysy byly dovezeny pravděpodobně nechtěně, ale kočky, králíci, psi, prasata i kozy zřejmě vědomě. Všechna ta zvířata plenila hnízda ptáků a samotné ptáky lovila. Psi, kočky, prasata a kozy již vyhynuli před desetiletími, kdežto myši, krysy a králíci zůstali. Krysy ptáky lovily a králíci v hnízdištích rušili hrabáním tak, že někteří ptáci přesídlili hnízdit na přilehlé skalisko "La Quille" veliké jen 1 ha. V létech 1997 až 1999 došlo k eliminaci krys a králíků pomoci otrávených návnad. U krys byla stoprocentní, u králíku to v roce 2003 ještě nebylo potvrzeno. Více se ale rozmnožily myši.
Ze vzácných živočichů byli v poslední době na Svatém Pavlu viděni: lachtan jižní (Arctocephalus tropicalis), rypouš sloní (Mirounga leonina), tučňák skalní (Eudyptes chrysocome), albatros amsterdamský (Diomedea amsterdamensis), albatros hnědý (Phoebetria fusca), buřňáček bělobřichý (Fregetta grallaria), buřňák dlouhokřídlý (Pterodroma macroptera), buřňák hrdliččí (Pachyptila turtur), buřňák Salvinův (Pachyptila macgillivrayi), rybák černohřbetý (Sterna fuscata), buřňák menší (Puffinus assimilis) a rybák jižní (Sterna vittata). Ve vodách okolo ostrova se často objevuje kosatka dravá (Orcinus orca).

## Přítomnost
Ostrov Svatý Pavel, stejně jako celá Francouzská jižní a antarktická území, je vyhlášen za přírodní rezervaci a ostrov je dále ponechán bez dalších zásahů člověka. Na ostrově nejsou žádné stavby ani se zde nevykonává průběžná vědecká činnost. Plavba do výsostných vod i výstup na pevninu je povolen jen se souhlasem prefekta sídlícím v Saint-Pierre na ostrově Réunion. Mimo občasných badatelů k ostrovu jen zřídka připlouvá loď s turisty, kteří si mohou ostrov prohlédnout z paluby. Od roku 2019 jsou ostrovy Svatý Pavel a Amsterdam a okolní moře (souhrnná plocha 201 km²) společně s Kerguelenami a Crozetovymi ostrovy součástí světového přírodního dědictví UNESCO.